# Carnegie Hall Tower
La Carnegie Hall Tower és un gratacel situat a New York al carrer 57. Concebut per l'arquitecte César Pelli, compta 60 pisos per a 231 metres i ha estat construït entre 1988 i 1991. Aquest edifici conté pisos i oficines, destacant la sala de concerts Carnegie Hall.